# Moncho Iglesias Míguez
Moncho Iglesias Míguez (Vigo, 6 de abril de 1974) es un escritor y traductor gallego.

## Trayectoria
Licenciado en Filología Hispánica por la Universidad de Vigo, hace su tesis de doctorado en Filología Gallega, con una tesis que compara los cuentos de tradición oral palestinos y gallegos. Vivió en Palestina, donde enseñó español en la Universidad de Belén y en la Universidad An-Najah, Nablus, y más tarde en Chongqing.
Ha colaborado en los periódicos Vieiros, y Xornal de Galicia, y en las revistas A Nosa Terra y Animal, y fue corresponsal de la Radio Galega. Actualmente colabora en Tempos Novos, Dorna y Praza Pública

## Obra literaria

### Poesía
- -3'141516, 2001, Centro Universitario Indoamericano (México).
- Oda ás nais perennes con fillos caducos entre os brazos, 2007, Positivas.
- Pedras de Plastilina, 2012, Toxosoutos.
- Avoíña/Abuelita, 2013, Parnass Ediciones. Edición bilingüe castellano-gallego.
- Tren, 2018, Urutau.
- Cheira, 2020, Urutau.

### Narrativa
- Tres cores: azul, 2010, Estaleiro editora.[3][4]

- Don Pepe, 2018, Do Peirao.

### Ensayo
- Os contos de animais na tradición oral palestina, 2008, Fundación Araguaney.

### Traducción
- Premio 2005 de relato, poesía e tradución da Universidade de Vigo ("Unha rosa para Emily", de William Faulkner), 2015, Edicións Xerais.
- O condutor de autobús que quería ser Deus, de Etgar Keret, 2006, Rinoceronte Editora, desde el hebreo.
- Saudades de Kissinger, de Etgar Keret, 2011, Rinoceronte Editora, desde el hebreo.
- Carné de identidade, de Mahmoud Darwish, 2012, Edicións Barbantesa, desde el árabe.
- Premio 2014 de relato, poesía e tradución da Universidade de Vigo ("A terra das laranxas tristes", de Ghassan Kanafani), 2014, Edicións Xerais.
- Premio 2015 de relato, poesía e tradución da Universidade de Vigo ("Fío", de Dena Afrasiabi), 2015, Edicións Xerais.
- Un mapa do lar, de Randa Jarrar, 2015, Hugin e Munin.
- Premio 2016 de relato, poesía e tradución da Universidade de Vigo ("O último rei de Noruega", de Amos Oz), 2016, Edicións Xerais.
- Premio 2017 de relato, poesía e tradución da Universidade de Vigo ("A historia secreta da alfombra voadora", de Azhar Abidi y "As mozas do edificio", de Randa Jarrar), 2017, Edicións Xerais.
- Premio 2018 de relato, poesía e tradución da Universidade de Vigo ("O sol e as súas flores", de Rupi Kaur), 2018, Edicións Xerais.
- Esfumado, de Ahmed Masoud, 2022, Urutau.

### Obras colectivas
- Homenaxe a Álvaro Cunqueiro no seu XXV cabodano, 2006, Universidad de Vigo.
- I Certame literario de relato breve e libertario, 2007.
- A Coruña á luz das letras, 2008, Trifolium.
- Entre os outros e nós. Estudos literarios e culturais, 2008.
- Diversidade lingüística e cultural no ensino de linguas, 2009, tresCtres.
- En defensa do Poleiro. Os escritores galegos en Celanova, 2010, Toxosoutos.
- Os dereitos humanos: unha ollada múltiple, 2011, Universidad de Santiago de Compostela.
- 150 Cantares para Rosalía de Castro (2015, libro electrónico).
- As cantigas de Martín Codax en 55 idiomas, 2018, Universidad de Vigo.
- A lingua viaxeira, 2022, Axóuxere.
- Cantos de dor e liberdade, voces galegas por Palestina, 2024, Tempo Galiza.

## Premios
- Tercer premio de poesía Féile Filíochta, Dublín, 1999.
- Premio de relato del Concello de Mugardos, 2005.
- Mención especial en el premio de relato del Concello de Mugardos, 2010.
- Segundo premio en el Certame Poético Concello de Rois, 2014.
- Primer premio en el IV Certame Literario das Letras Galegas en Frankfourt, 2015.
- Segundo premio en el Concurso do Día das Letras Galegas, Concello de Rábade, 2017.
- Galardonado en los Premio de traducción da Universidad de Vigo, 2005, 2014, 2015, 2016, 2017 & 2018.
- Premio de periodismo Johán Carballeir, 2018.
- Primer premio de relato en el XV Certame Literario Terras de Chamoso, O Corgo, 2021.